# Дунайка (Киевская область)
Дунайка (укр. Дунайка) — село, входит в Сквирский район Киевской области Украины.
Население по переписи 2001 года составляло 33 человека. Почтовый индекс — 09020. Телефонный код — 4568. Занимает площадь 0,54 км². Код КОАТУУ — 3224086202.

## Местный совет
09020, Київська обл., Сквирський р-н, с.Рогізна, вул.Гагаріна,10